# غاري ميرسير
غاري ميرسير (بالإنجليزية: Gary Mercer)‏ هو لاعب دوري الرغبي نيوزيلندي، ولد في 22 يونيو 1966 في نيوزيلندا.